# Cadillac Série 61
La Cadillac Series 61 est une lignée de véhicules produite par Cadillac, qui a succédé à la Cadillac Série 60 (à l'exception de la Cadillac Sixty Special, positionnée en tant que modèle haut de gamme) au sein de la gamme de modèles Cadillac dès 1939. Placée en dessous de la Cadillac Série 62, elle a été maintenue en production, à l'exception d'une période interrompue entre 1942 et 1946, jusqu'en 1951. Cette série de véhicules incarne une transition notable dans la gamme de Cadillac, offrant des performances et un style qui ont captivé les consommateurs pendant plusieurs décennies.

## 1939-1940
La Série 61 était dotée de la carrosserie B de Fisher Body (partagée avec les grandes Pontiac, Oldsmobile et les petites Buick), avec un empattement de 126 pouces (3200 mm). Il était disponible en version coupé Club ou berline. Toutes les Cadillac partageaient le même moteur V8 à tête en L de 346 pouces cubes en 1939, avec une puissance de 135 ch (101 kW) et une montée à 150 ch (112 kW) pour 1941.

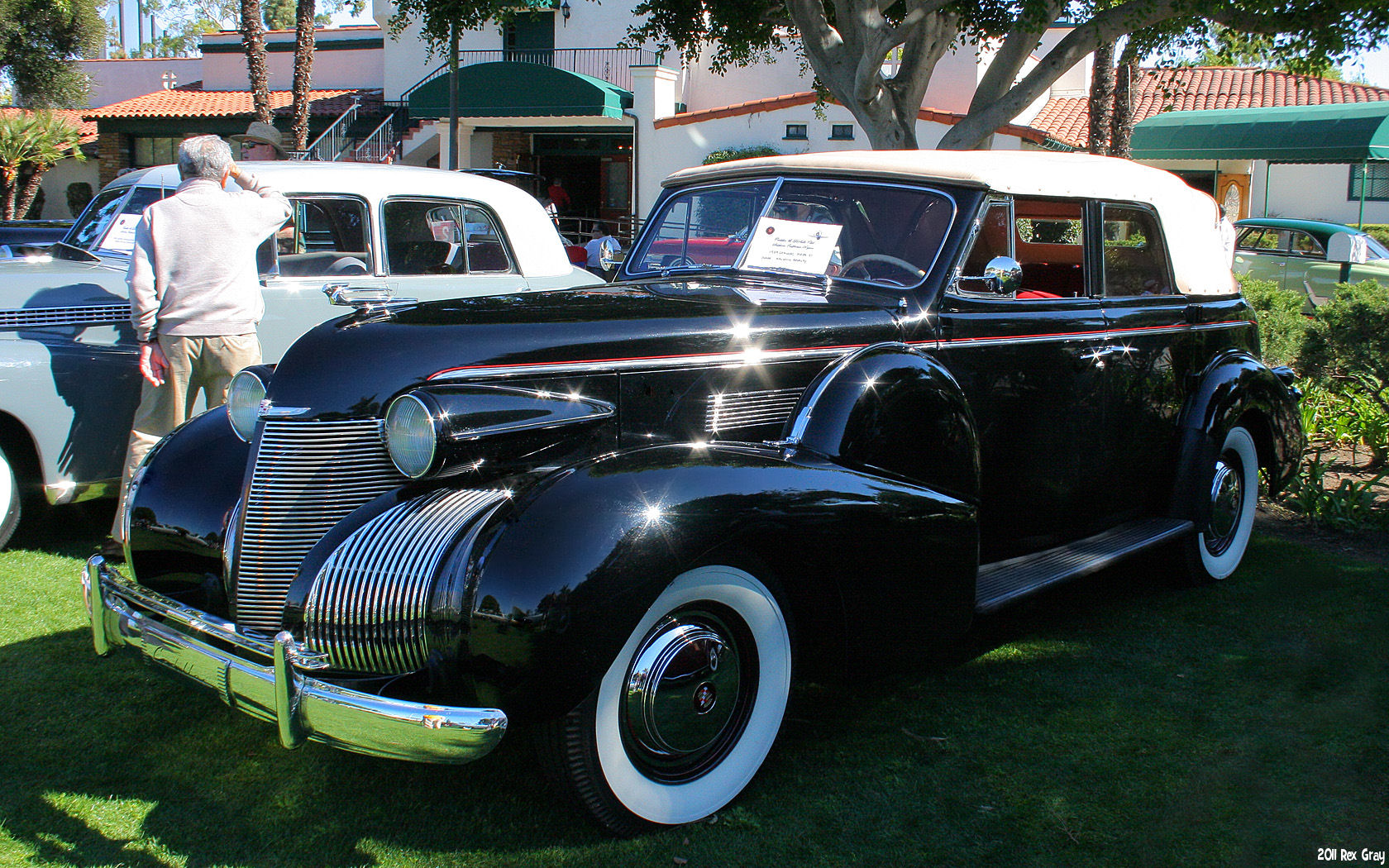
Phaéton 4 portes de 1939.
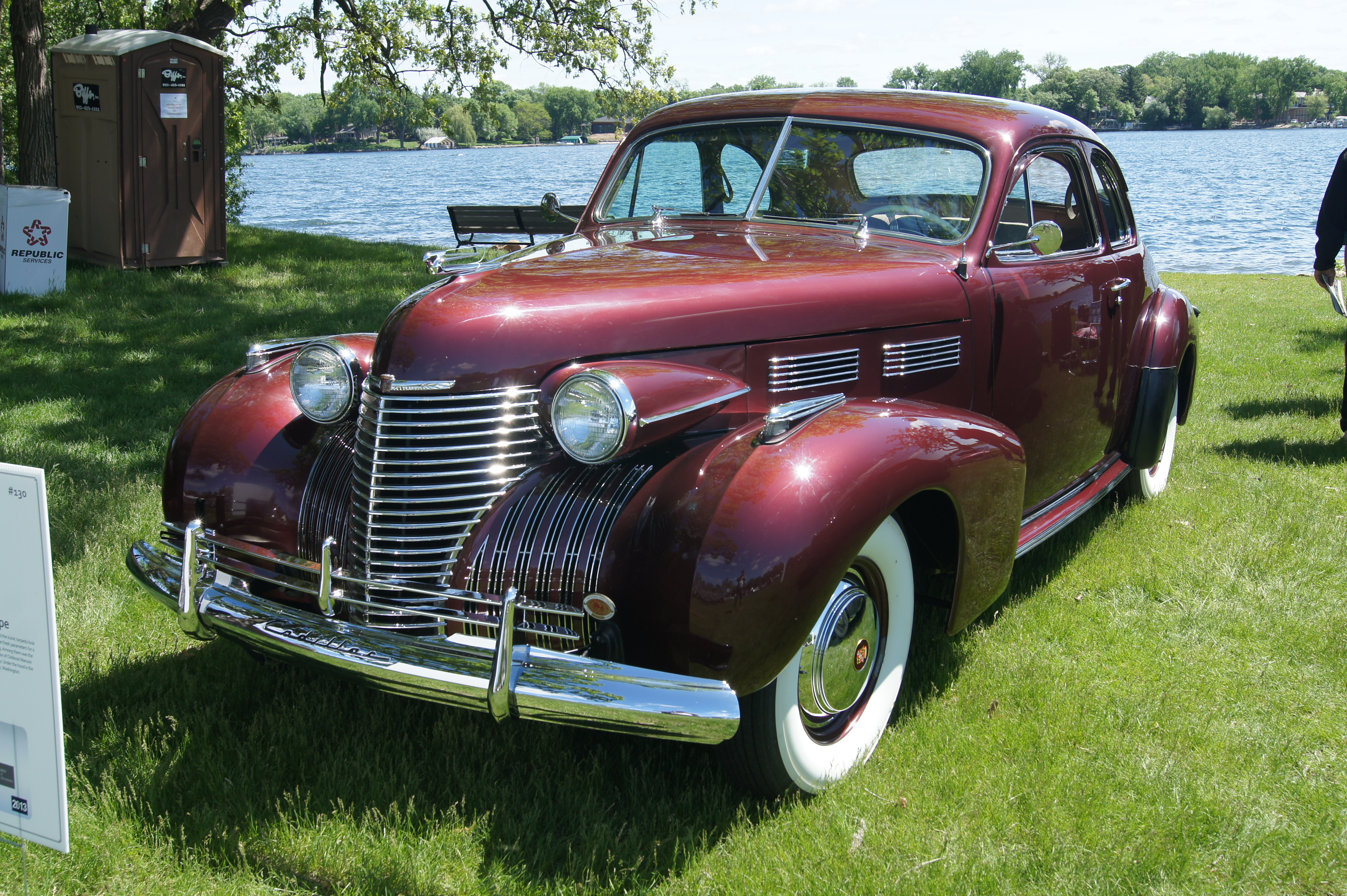
Coupé 2 portes de 1941.
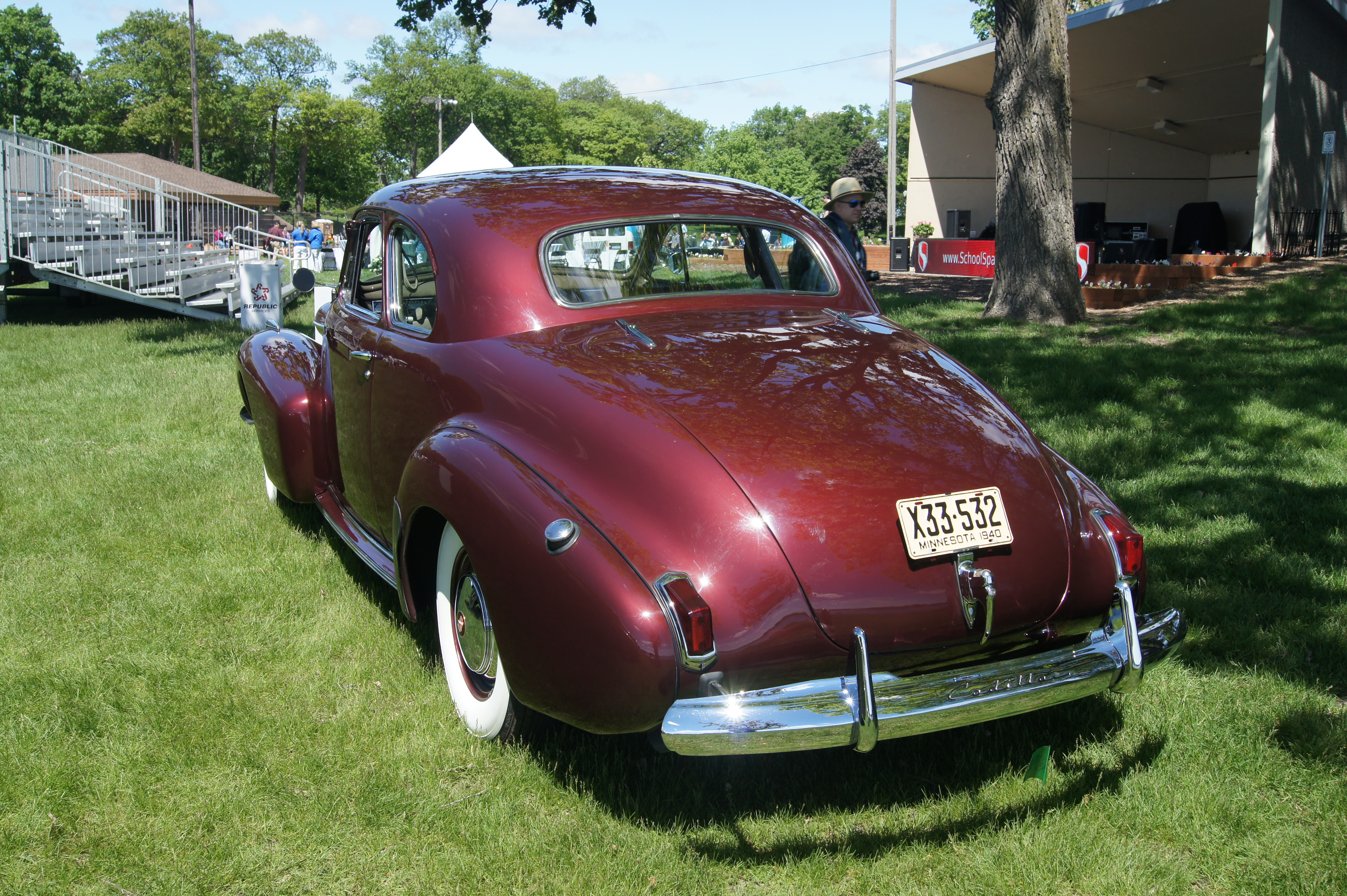

### 1941-1942
Dotée de la nouvelle carrosserie B, la Série 61 de 1941 avait un design fastback. L'empattement est de 126 pouces (3200 mm) et le moteur est un V8 à soupapes en tête en L de 346 pouces cubes. Après avoir directement concurrencé les automobiles LaSalle en mettant sur le marché les séries 61 et 62, Cadillac décide finalement de faire disparaître la marque LaSalle en 1941. Deux nouveaux modèles LaSalle avaient déjà été planifiés pour cette année, ils seront finalement intégrés à la gamme Cadillac donnant naissance à la nouvelle Série 61 et à son équivalent plus luxueux Série 63.
En 1941, la "Sixty-One" était le modèle Cadillac le plus produit, avec 29 258 exemplaires contre 24 734 "Sixty-Two". Ces deux modèles d'entrée de gamme représentant 80% du total des ventes de la marque. L'année modèle 1942, fortement écourtée par l'entrée en guerre des États-Unis et la suspension de la production des automobiles civiles, verra sortir d'usine 5 700 Série 61 et 4 961 Série 62.

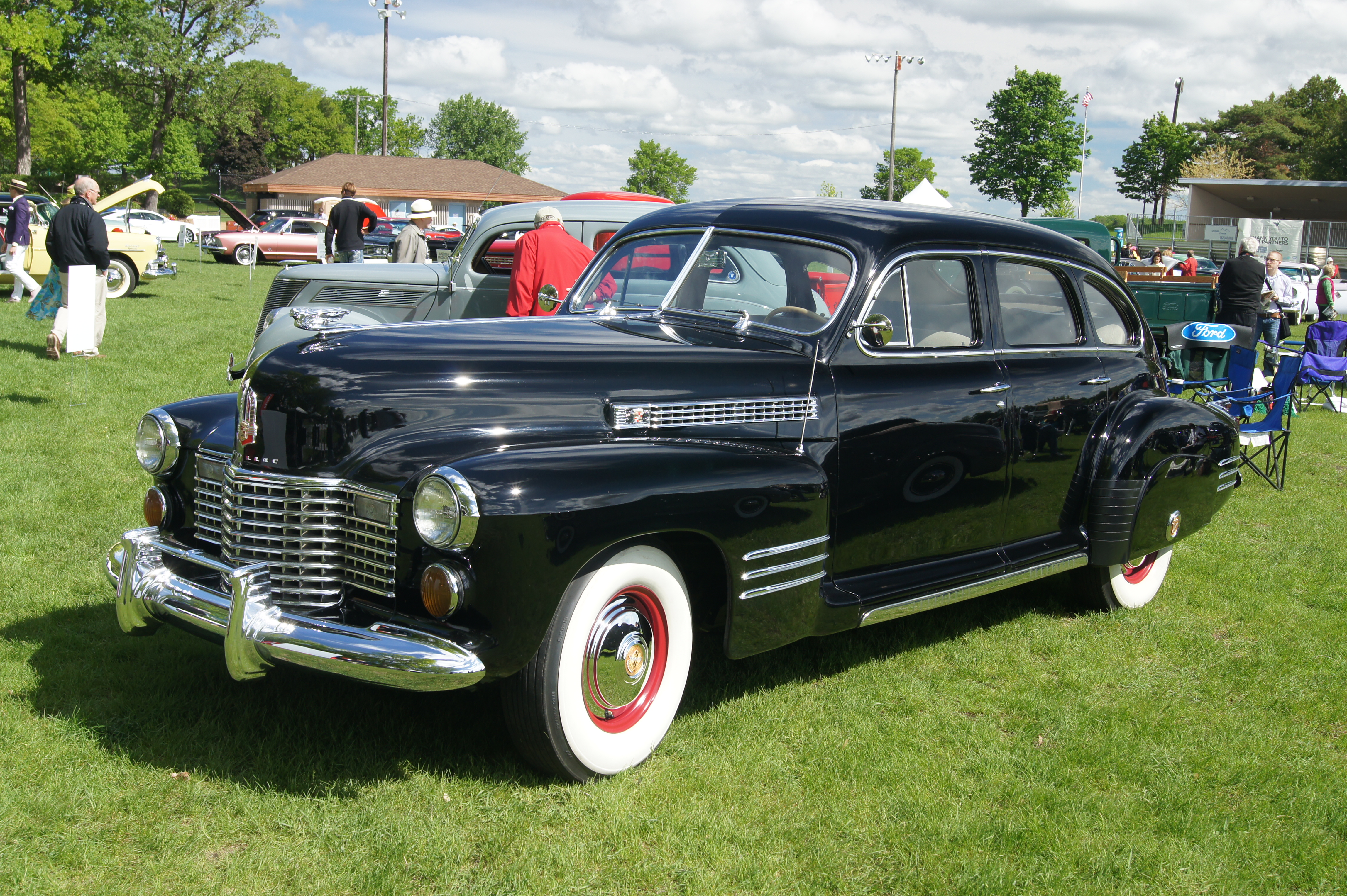
Berline fastback de 1941.
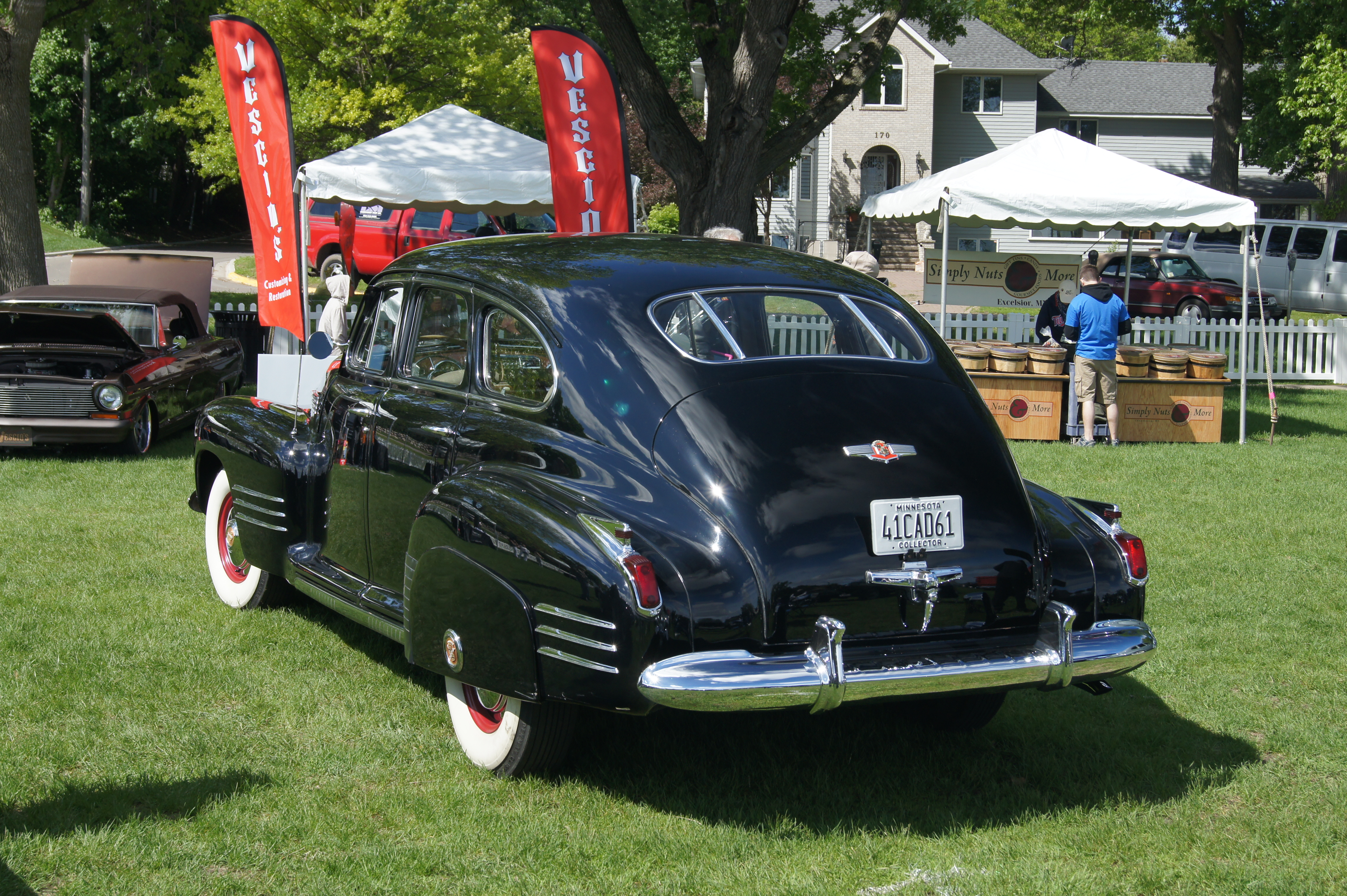
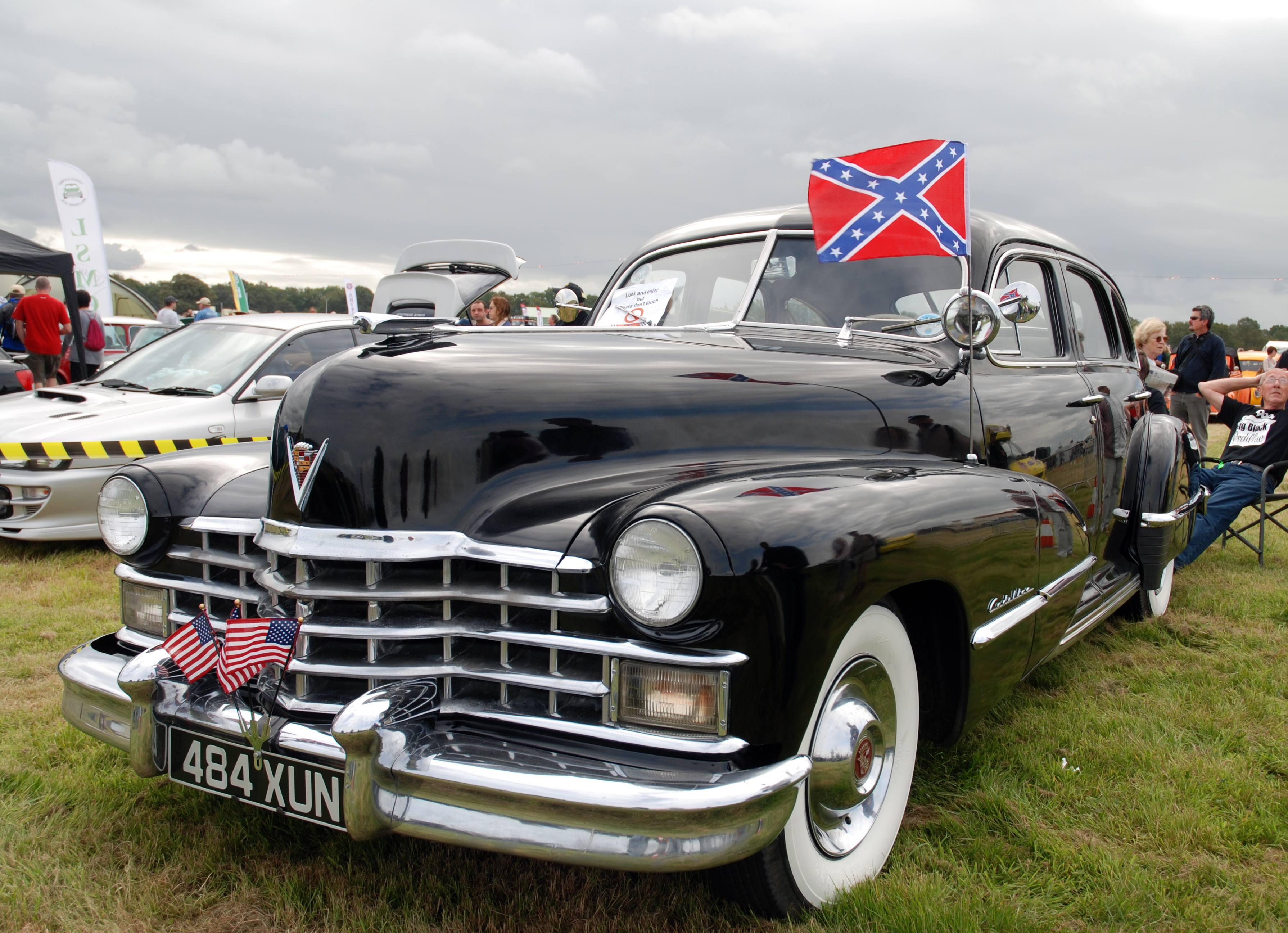
Version 1942.
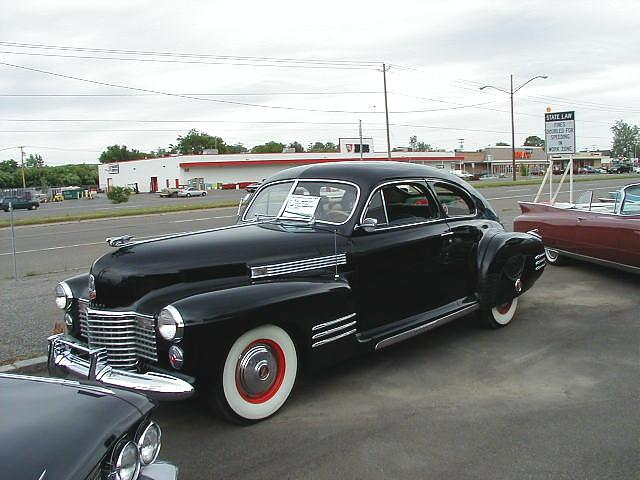
Coupé fastback (1941).

### Série 63

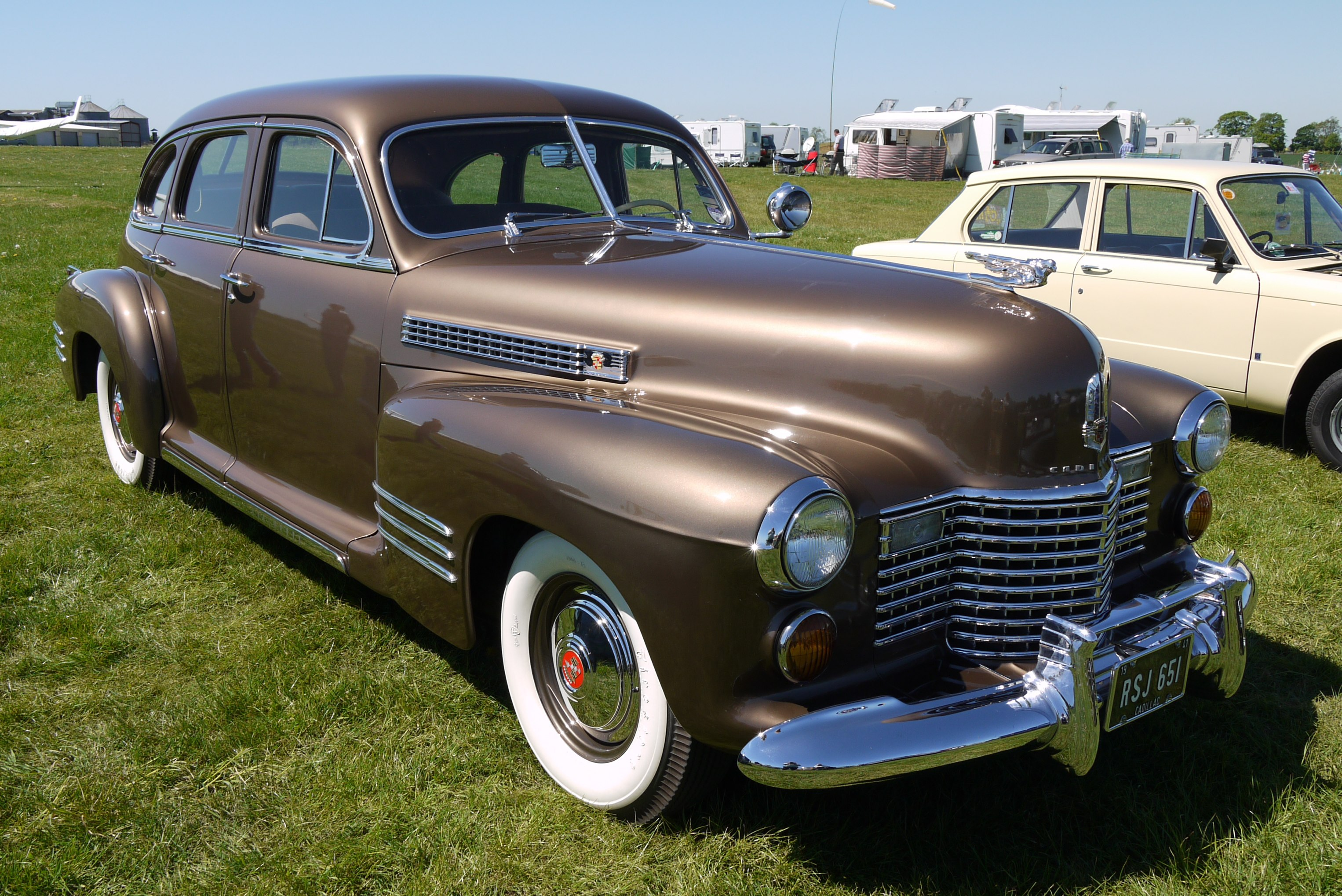
Berline série 63.

Produite uniquement en 1941 et 1942, la Series 63 était similaire à la 61. Il n'était disponible qu'en berline non-fastback et roulait sur le même empattement.
Au moment où la décision a été prise d'abandonner la LaSalle pour 1941, au moins trois maquettes en bois et en métal avaient été prises pour d'éventuels modèles LaSalle. L'un était basé sur la plate-forme GM C à hayon qui a fini par être partagée par la Cadillac Série 62, les Buick Roadmaster et Buick Super, l'Oldsmobile 98 et la Pontiac Torpedo Custom. Une seconde était basée sur la plate-forme fastback GM B qui a fini par être partagée par la Cadillac Series 61, les Buick Century et Buick Special, l'Oldsmobile 70 Series et la Pontiac Torpedo Streamliner. Un troisième était une conception à hayon modifiée, dérivée de la B-body fastback, mais décrite comme A-body-like, qui a fini par être utilisée par la Cadillac Series 63. Toutes ou presque toutes les parties de ces éléments auraient pu faire partie de la prochaine ligne LaSalle. Cependant, il a été déduit que des trois, la troisième conception était probablement une LaSalle, cette plate-forme étant attribuée exclusivement à LaSalle, et que la deuxième conception, dont la plate-forme était partagée avec la Series 61, était probablement la suivante.
Les ventes de la Series 63 étaient de 5 030 en 1941.

## 1946-1947
La production automobile reprend à la fin de 1945, directement comptabilisée dans l'année-modèle 1946. Cadillac n'a pas reconduit les séries 63 et 67 tandis que la production des Série 61 n'est reconduite que plus tardivement (produite seulement 3 000 exemplaires en 1946). Par rapport à 1942, le châssis, la carrosserie et le moteur sont inchangés. Les 61 et 62 ont à nouveau été produites concurremment mais la proportion de Cadillac série 61 avait chuté drastiquement : 8 555 en 1947 contre 39 847 Cadillac 62 la même année et 18 565 l'année précédente. Leader des ventes en 1941-42, la série 61 passait derrière la très luxueuse "Sixty Special" en 1946 et la devançait d'une poignée d'unités l'année suivante.

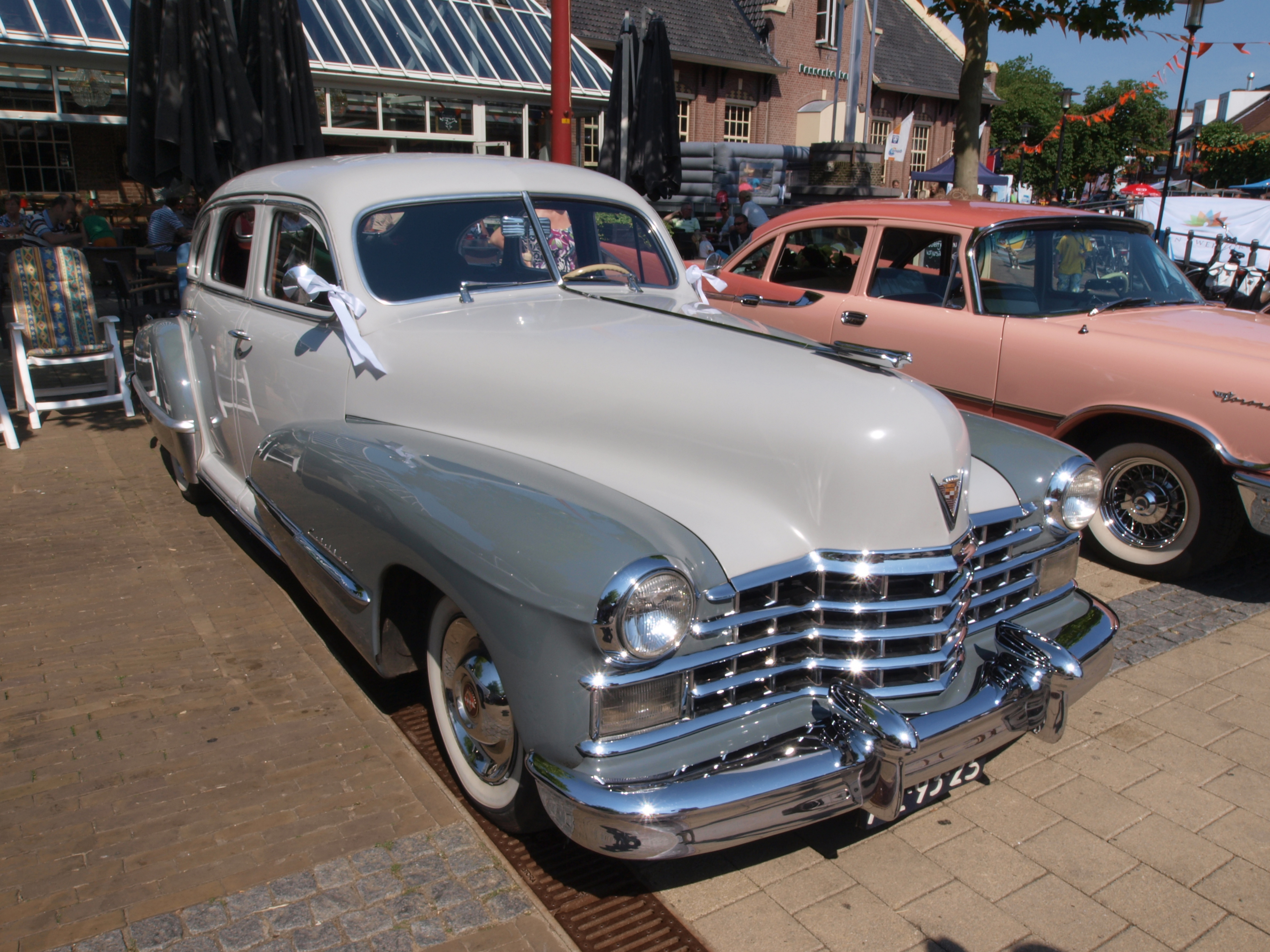
Berline de 1947.
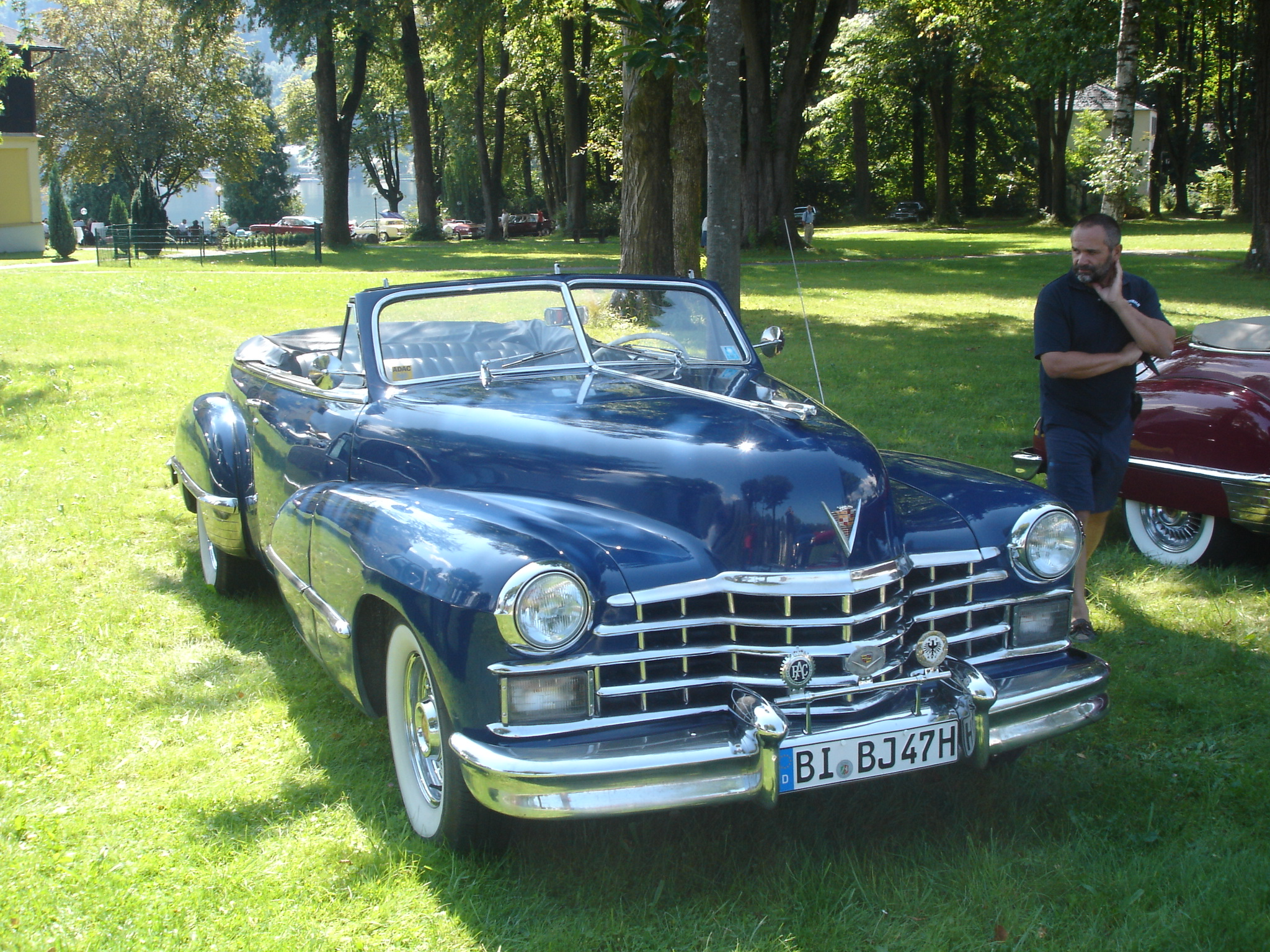
Cabriolet.

## 1948-1951
La Série 61, autrefois plus petite, a été déplacée sur la plate-forme "C-Body" de General Motors partagée avec les Cadillac Série 62, ce qui les rend très similaires. Des modifications majeures de conception ont marqué les Cadillac à carrosserie C pour 1948. Ils ont présenté la toute première carrosserie d'après-guerre de General Motors avec des avancées de style, y compris des ailerons inspirés de l'avion de chasse Lockheed P-38. Il y avait aussi une jolie calandre à maillons carrés, plus haute au milieu que sur les côtés. L'avant de la voiture était protégé par une barre de pare-chocs plus lourde et plus massive qui se courbait autour des ailes. L'insigne Cadillac était positionnée au sein d'un « V » au-dessus de la calandre. Les voitures de la Série 61 se distinguaient par l'absence de déflecteurs chromés sur les d'ailes avant et de garnitures sous le feu arrière (parfois rajoutées par leurs propriétaires). Un nouveau tableau de bord avec un groupe d'instruments de style « arc-en-ciel » et des panneaux en cuir grainé s'étendant jusqu'aux tapis n'a été vu que cette année.
La principale innovation de 1949 était la sortie d'un nouveau moteur V8 à soupapes en tête. Ce moteur de 331 pouces cubes produisait 160 ch (119 kW). Seuls des changements d'apparence mineurs ont été observés. Ils comprenaient un traitement de calandre plus massif avec des panneaux d'extension rainurés abritant les feux de stationnement avant et des barres obliques en chevron sous les feux arrière sur les coupés. Une fois de plus, les voitures de cette gamme, dépourvues de déflecteur sur les ailes avant et de moulures de bas de caisse, avaient une garniture intérieure plus sobre. Un couvercle de coffre plus grand a été vu sur toutes les berlines, sauf sur les premières unités de production. L'équipement standard comprend maintenant des feux de secours doubles montées sur le panneau de verrouillage du couvercle du coffre.
Les Cadillac ont subi d'importants changements de style en 1950, car leur apparence était similaire à celle de la rivale Chrysler Imperial et de la Chrysler New Yorker de 1949. La mode des fastback était enterrée. Ils semblaient généralement plus lourds et avaient des contours bas et élégants avec un coffre arrière plus longs, des ailes avant plus larges et une ligne de garde-boue arrière cassée. Le capot dépassait davantage à l'avant et était souligné par une calandre plus massive. Des feux de stationnement ronds ont été utilisés, mais comme par le passé, lorsque les acheteurs ont choisi les feux de brouillard, une ampoule supplémentaire et un boîtier plus grand ont été utilisés. Cette configuration combinait les feux de brouillard et les signaux directionnels. Des pare-brise monoblocs ont été introduits et le bord d'attaque des ailes arrière qui avait un aspect cassé, a été mis en évidence par des fentes d'air imitation chrome. Les ailes arrière étaient plus longues et se terminaient par un design de fin de queue plongeant. Le script Cadillac est apparu à nouveau sur les côtés des ailes avant, mais était maintenant positionné plus près de l'écart d'ouverture de la porte avant.
En ce qui concerne les modèles de la Série 61, le changement majeur résidait dans le retour à la commercialisation de cette ligne sur la carrosserie "B" à empattement plus court de 4 pouces par rapport à la Série 62. Cela a conduit à des différences de style. Par exemple, la berline, empruntant aux Buick 1950 (Special, Super et Roadmaster) et Oldsmobile 98, avait une lunette arrière enveloppante, débordant sur les côtés tandis que l'autre modèle, un coupé hardtop, ressemblait davantage aux "sixty-two". Une caractéristique distinctive des "sixty-one" était l'absence de moulures de bas de caisse et de soulignements chromés de panneau arrière.
Un lifting mineur et de petites variations de garniture ont été les principales nouveautés de style Cadillac en 1951. Des grilles miniatures à motifs carrés ont été installées dans les panneaux latéraux de la calandre, sous les phares. De plus grands "obus" de pare-chocs en forme ont été utilisés. La liste des caractéristiques comprenait le frein à main, le témoin d'avertissement ; démarrage avec clé de contact ; couvercle de colonne de direction ; génératrice Delco-Remy ; suspension Knee-Action ; directionnels ; pompe à carburant mécanique ; double carburateur à courant descendant ; pistons de type pantoufle ; supports de moteur en caoutchouc ; freins surdimensionnés ; pneus Super Cushion ; pare-brise monobloc ; silencieux d'admission ; moteur de 160 ch ; filtre à air à bain d'huile ; manifold égalisé ; étouffeur automatique et rendez-vous du luxe. Sur le tableau de bord, des « lumières idiotes » ont été utilisées pour surveiller la pression d'huile et le taux de charge électrique au lieu de jauges.
La carrosserie plus petite "B" a été une dernière fois utilisée sur les 61 avec un nouveau médaillon est apparu sur le montant de toit arrière de la Series 61, au-dessus de la moulure de ceinture supérieure. Les ventes de cette Cadillac étant assez faible, le modèle ne sera pas reconduit l'année suivante. Jusqu'en 1975, il n'y aura aucun modèle en dessous de la Cadillac Série 62 et de son modèle successeur, la Calais.

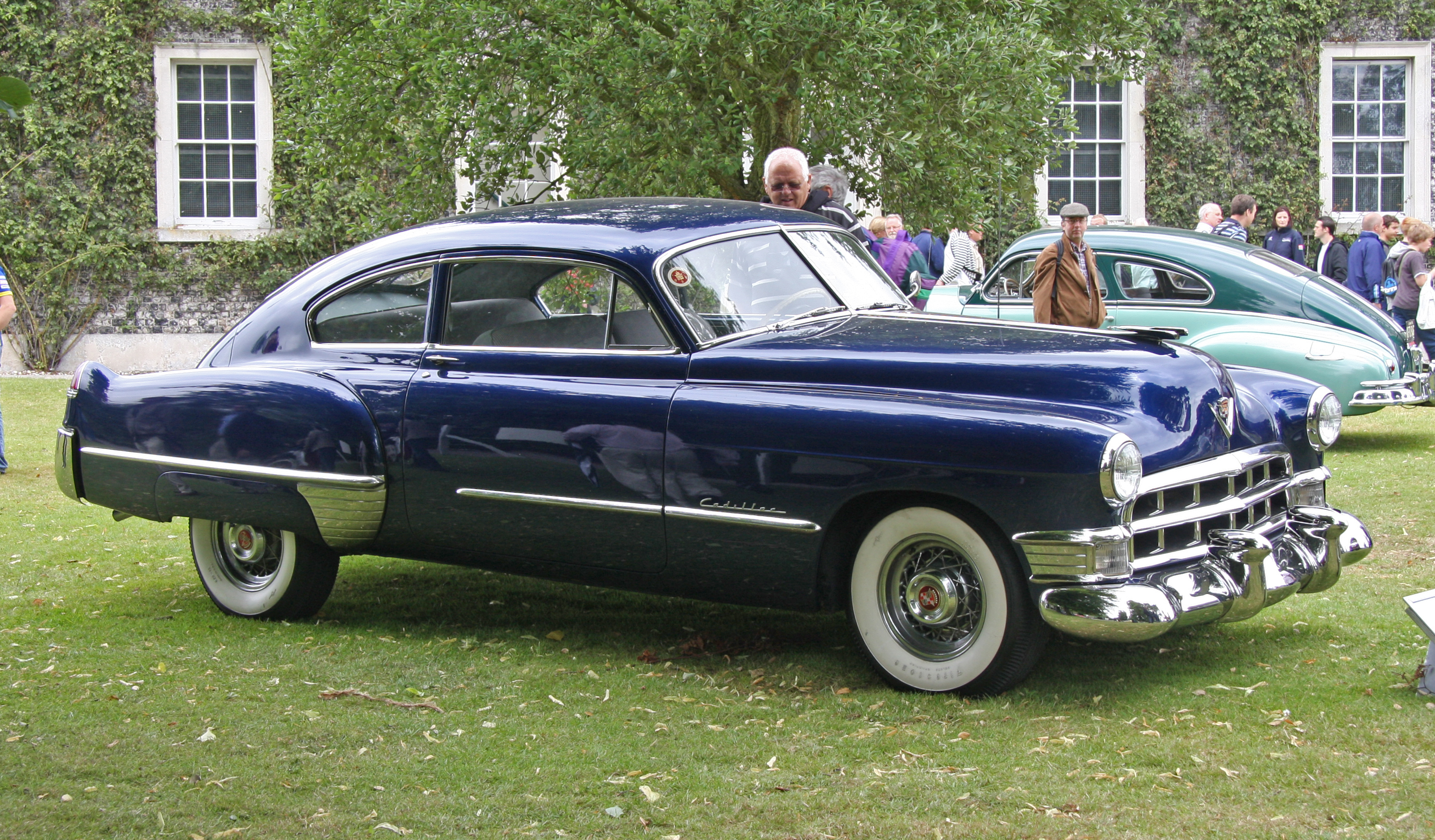
Fastback de 1949.
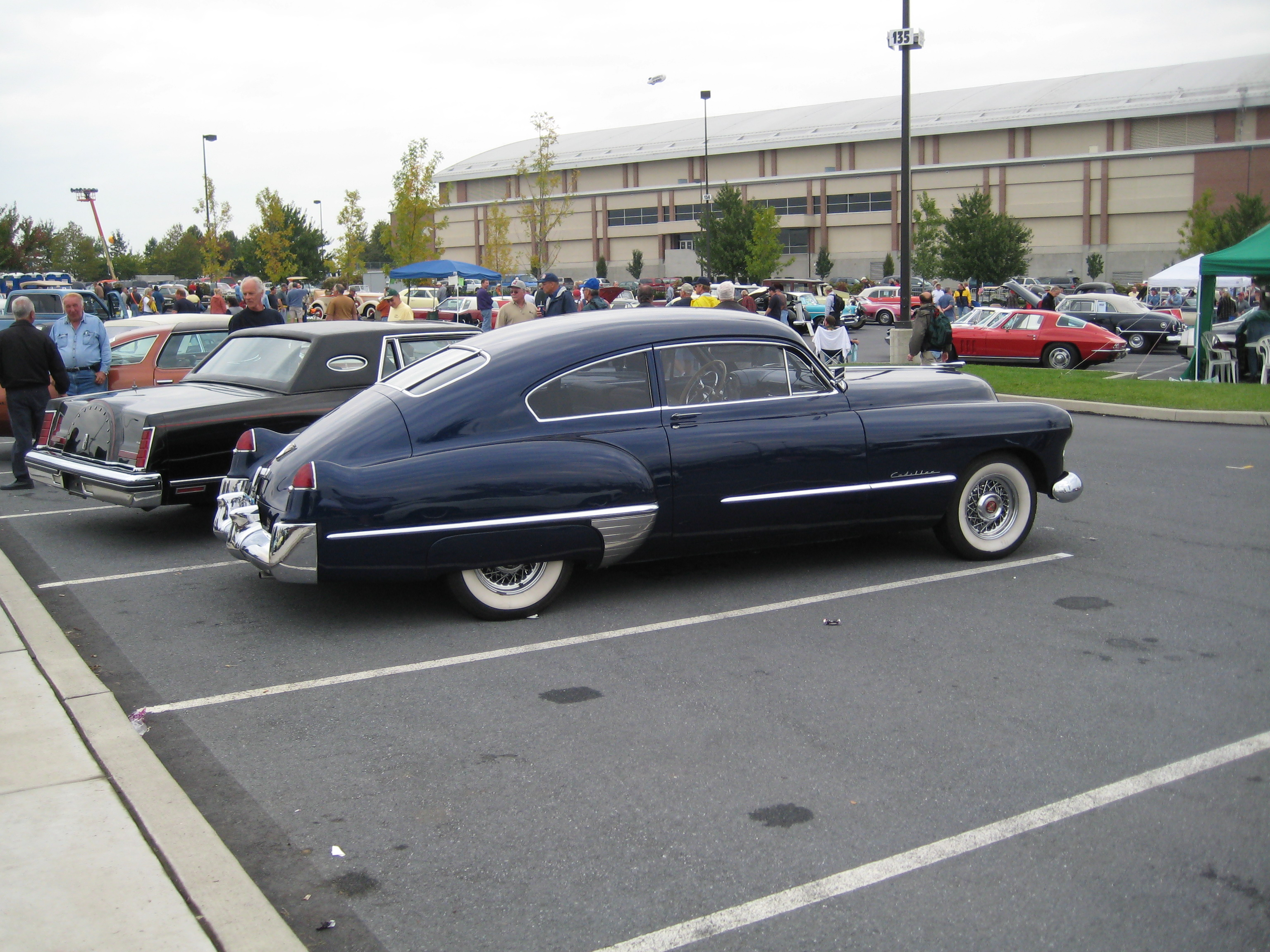
Modèle 1948.
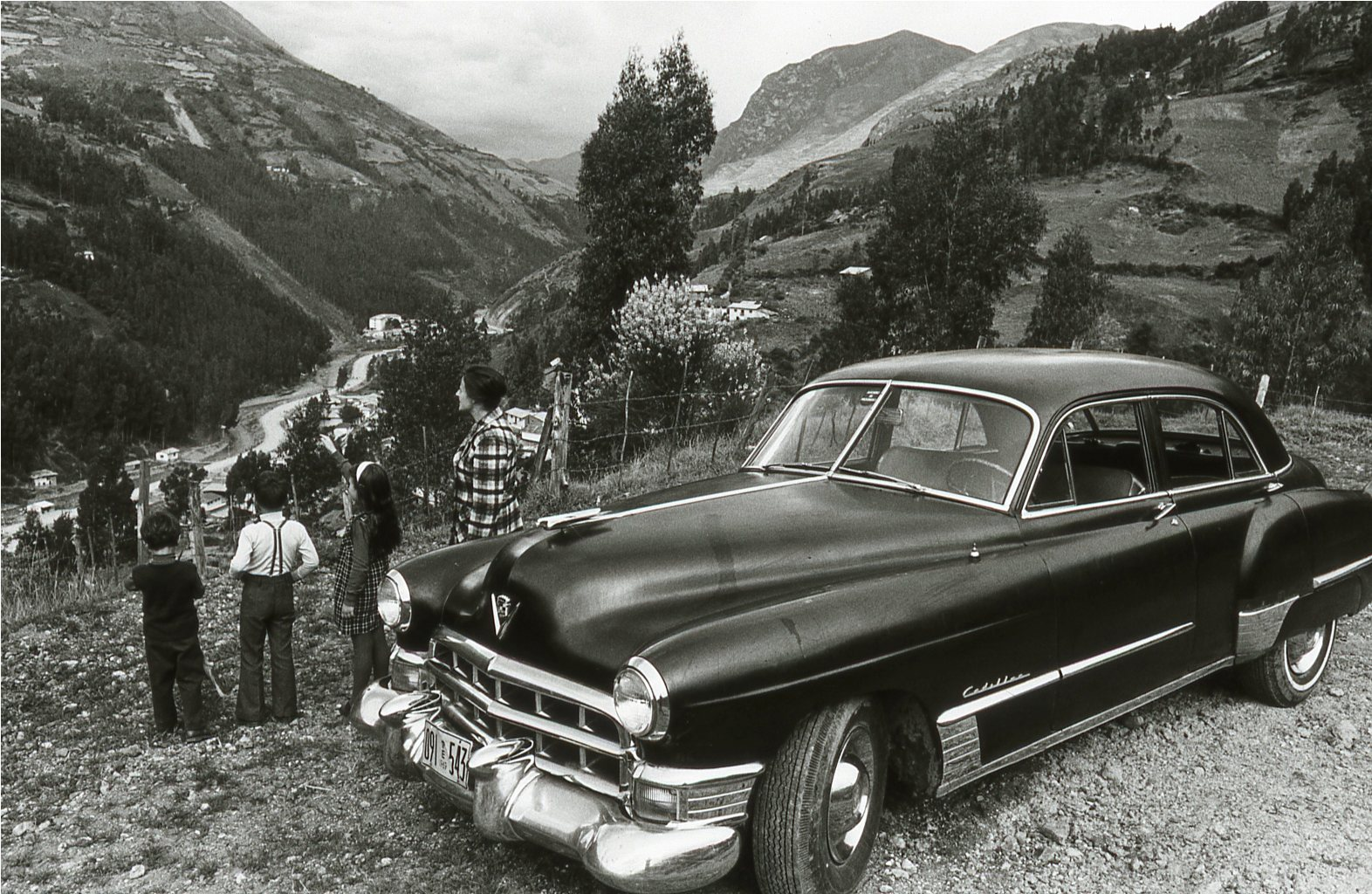
Berline de 1949.
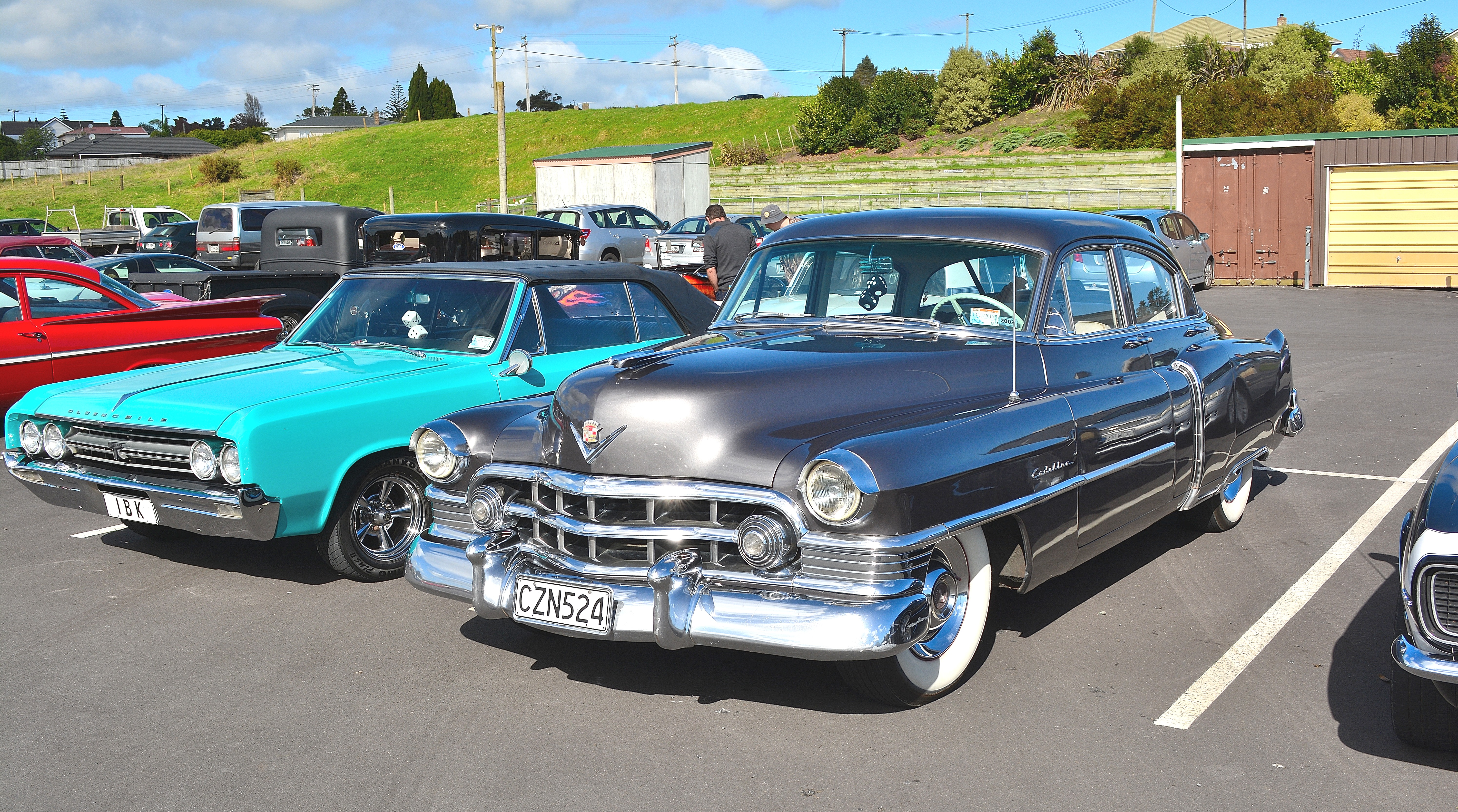
Berline à carrosserie "B" de 1950.

## Courses

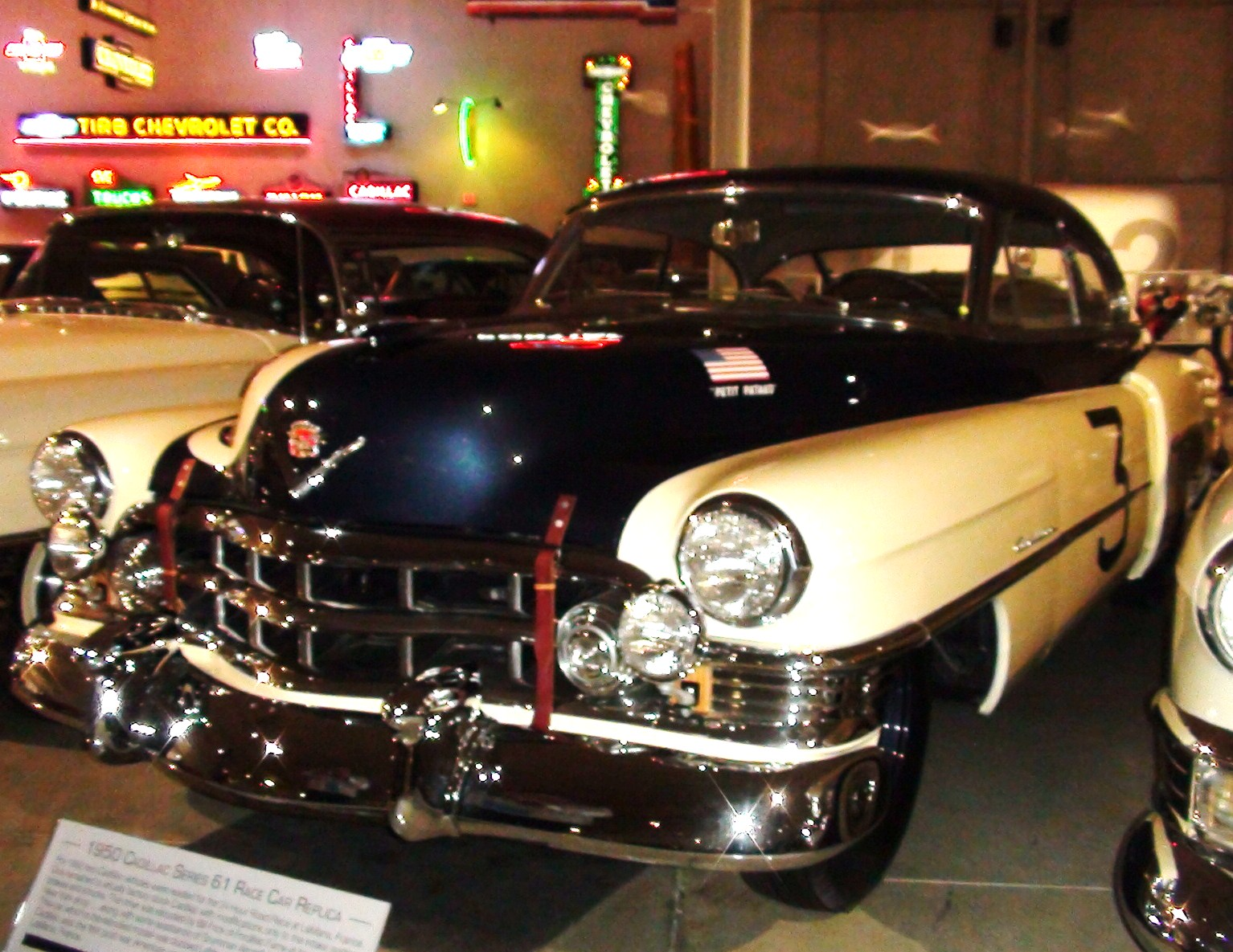
Réplique de la Series 61 engagée aux 24 heures du Mans.

En 1950, Briggs Cunningham et son équipe ont acheté 2 Series 61 DeVille aux 24 Heures du Mans 1950. Avec leurs 3 842 livres sur la balance, les Cadillac 61 étaient les plus légères de la marque offrant un meilleur ratio poids-puissance. L'une des voitures a été modifiée pour la course, surnommée « LeMonstre ». L'autre a été achetée d'origine avec quelques modifications mineures. Le coupé d'origine a terminé 10e au classement général tandis que la voiture modifiée a terminé 11e parce que Cunningham est resté coincé dans le sable pendant 30 minutes.

## Au cinéma
Une Cadillac Series 61 cabriolet de 1939 a été utilisée dans la série de films Batman de 1943 pour représenter la Batmobile.